# 象郡
象郡為秦代在平定百越族後所設的一個郡級行政單位。近現代有關象郡位置向有爭議，一說是在今日廣西與廣東雷州半島，面積達10萬平方公里以上，一說則指象郡包含了越南境內的北圻和中圻，面積廣達30萬平方公里以上。另外，象郡於秦末為南越国所轄無可爭議，不過南越国遭西漢消滅後，西漢是否繼續在原處復設郡縣，則有所爭議。不過，可確定的是，象郡的設置，對於嶺南開發是個不可忽略的關鍵。

## 古典中越史籍提到的秦代象郡
關於秦代象郡的位置，中越兩國的古典史籍均認為是在現時越南境內，如《漢書·地理志下》稱漢代的日南郡（約當現時越南中部）就是「故秦象郡」，《大越史記全書·外紀全書·蜀紀》稱象郡「即安南」。

## 近現代爭議
在二十世紀初，法國學者亨利·馬思伯樂提出質疑，認為曾出現於西漢時期的象郡（位於廣西之東南部），正是秦代設立的象郡。台灣學者呂士朋則參考鄂盧梭、勞幹、陳荊和等學者的說法，指出秦代象郡當在今越南境內，南界約在越南中部的隘雲關。至於西漢時的象郡，呂士朋指當為西漢武帝在西南夷當中所設，到西漢昭帝時乃廢除。中國大陸學者郭振鐸、張笑梅則提出，據越南的北、中部出土的青銅兵器而言，與中國戰國時代的陵墓出土兵器形狀雷同，很可能是秦代用兵當地遺留下來的，所以象郡位置包括漢代日南郡，當無問題。